# Соловьёв, Юрий Николаевич (футболист)
Юрий Николаевич Соловьёв (18 марта 1948, Калининград, СССР — 13 апреля 2007, Днепропетровск, Украина) — советский футболист, полузащитник. Мастер спорта СССР.
Начинал играть в родном Калининграде. В 1965 году попал в состав «Балтики», за которую в 1966—1967 годах во второй группе класса «А» сыграл 41 матч, забил 8 голов. Параллельно играл в сборной РСФСР. Проходить армейскую службу был призван в московское «Динамо», но играл два года в «Динамо» Ставрополь. Из-за травмы мениска вернулся в «Балтику», за которую в 1970 году во второй группе класса «А» в 36 играх забил три гола. В 1971—1972 годах играл во второй лиге за «Автомобилист» Житомир, с которым выиграл Кубок УССР 1972. Выступал за сборную УССР, имел приглашения от «Шахтёра» и «Черноморца», но перешёл в «Днепр». За команду сыграл в высшей лиге 125 игр, забил 11 голов (1973—1978), в первой лиге — 43 игрв, два гола (1979). В 1980 году перешёл в «Кривбасс», но из-за возрастного ценза во второй лиге не сыграл ни одной игры и завершил карьеру в командах мастеров. Был тренером на заводе «Прессов», играл в первенстве Днепропетровской области за команду завода Карла Либкнехта. Работал на предприятии «Днепромонтажналадка». До 1985 года был судьёй. Закончил со спортом из-за инфаркта.
Работал в «Днепре» мастером по ремонту спортивной обуви, администратором дубля.